# 上尼罗州
上尼羅州（英語：Upper Nile）是南苏丹的一个州，位於該國東北部，東鄰埃塞俄比亞，尼羅河流經。面积77,773平方千米，人口為1,212,979人（2006年），首府馬拉卡爾，下分12縣。
第二次蘇丹內戰後由南蘇丹管理。
2015年南蘇丹重新劃分28州，上尼羅州分为西尼羅州、東尼羅州、拉喬爾州。2020年2月22日，根据结束南苏丹内战的和平协议，28个州恢复为最初的10个州，所拆分的三州合并恢复为上尼羅州。

## 下辖县
上尼罗省下辖12个县：
- Baliet County
- Fashoda County
- Longechuk County
- Maban County
- Malakal County
- Manyo County
- Maiwut County
- Melut County
- Nasir County
- Panyikang County
- Renk County
- Ulang County
- Akoka County